# Hans Ferlitsch (Politiker, 1946)
Hans Ferlitsch (* 17. Mai 1946) ist ein österreichischer Landesbeamter und Politiker (SPÖ). Ferlitsch war von 1994 bis 2009 Abgeordneter zum Kärntner Landtag und war zwischen 1985 und 2017 Bürgermeister von Sankt Stefan im Gailtal. Er war zudem zwischen 1993 und 1994 Mitglied des Bundesrates.

## Ausbildung und Beruf
Ferlitsch besuchte von 1952 bis 1957 die Volksschule in Sankt Stefan im Gailtal und wechselte danach an die Hauptschule in Nötsch im Gailtal und Hermagor. Ferlitsch erlernte von 1961 bis 1965 den Beruf des Maschinenschlossers und legte die Facharbeiterprüfung ab. Er leistete von 1965 bis 1966 den Präsenzdienst ab und war von 1966 bis 1993 bei der Gailbauleitung Hermagor (spätere Bezeichnung: Amt der Kärntner Landesregierung Abtlg. 18 - Wasserwirtschaft, UAbtlg. Hermagor) im Verwaltungsdienst beschäftigt. Ab 1976 war er zudem Personalvertretungsobmann. 1993 ließ sich Ferlitsch auf Grund seiner politischen Tätigkeit karenzieren.

## Politik
Ferlitsch war von 1973 bis 1993 Obmann der SPÖ-Organisation von Sankt Stefan im Gailtal und war von 1993 bis 2007 Bezirksparteivorsitzender der SPÖ Hermagor. Er war von 1973 bis 1985 Vizebürgermeister von St. Stefan und wurde 1985 zum Bürgermeister gewählt. Ferlitsch ist seit 1996 zudem Präsident des Kärntner Gemeindebundes und vertrat zwischen dem 25. März 1993 und dem 19. April 1994 als SPÖ-Mandatar das Bundesland Kärnten im Bundesrat.
Ab 19. April 1994 war Ferlitsch Abgeordneter zum Kärntner Landtag, 1999 wurde er zum 2. Präsidenten des Landtags gewählt. Er war von 2005 bis 2008 Obmann des Roten Kreuzes im Bezirk Hermagor. Ferlitsch trat bei der Gemeinderatswahl 2009 an, nicht jedoch bei der Landtagswahl.

## Privates
Ferlitsch ist seit 1965 verheiratet und ist Vater eines Sohns (* 1966) und einer Tochter (* 1967).

## Auszeichnungen
- 2009: Großes Goldenes Ehrenzeichen mit dem Stern für Verdienste um die Republik Österreich[5]